# 자르넨
자르넨(독일어: Sarnen)은 스위스 옵발덴주의 주도로, 면적은 73.11km2, 높이는 473m, 인구는 9,971명(2010년 기준), 인구 밀도는 131명/km2이며, 자르넨 호수와 접한다. 도시 전역이 마을과 산악 지대에 둘러싸여 있고 루체른에서 남쪽으로 20km 정도 떨어진 곳에 위치한다. 니트발덴주를 연결하는 고속도로가 지나간다.

## 역사
석기 시대와 청동기 시대의 발견은 자르넨 계곡이 가장 초기부터 거주했음을 보여준다. 오랜 기간에 걸쳐 자르넨은 중요한 무역 중심지로 발전했다.

## 지리

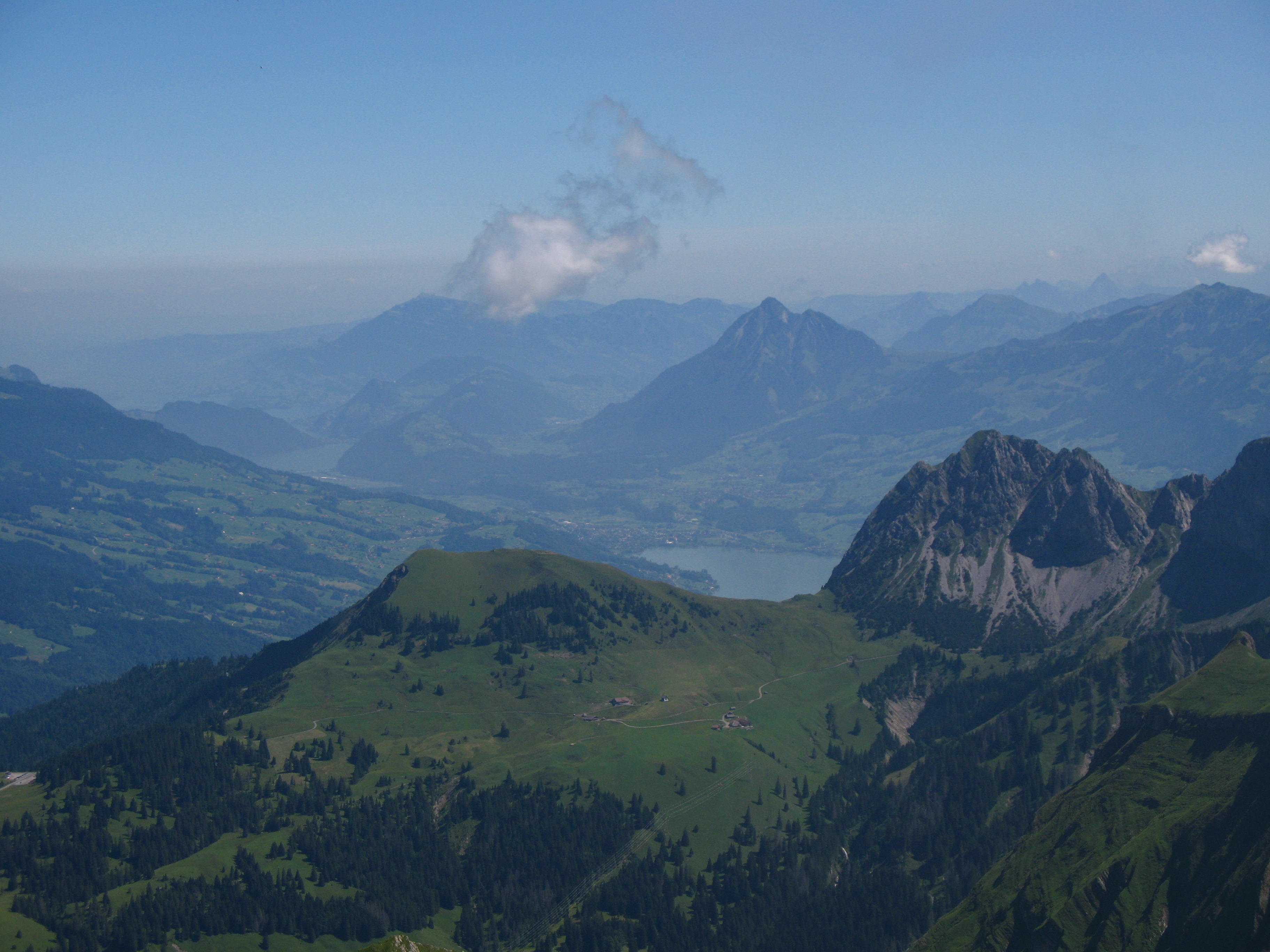
자르넨과 자르넨 호수를 배경으로 브리엔처 로트호른의 풍경

자르넨은 자른 아강이 흘러가 형성된 자르넨 호수(Sarnersee)의 북쪽 기슭에 471m 지점에 위치해 있다. 자르넨 호수는 약 7.5km2의 면적을 차지한다. 마을은 산줄기로 둘러싸여 있으며, 보호된 습지가 근처에 있다. 자르넨 근처에서 가장 잘 알려진 산은 해발 2,132m의 필라투스 산이다.
자르넨의 면적(2004년 9월 조사 기준)은 73.12km2이다. 이 지역 중 약 39.0%가 농업용으로 사용되며, 50.7%는 산림이다. 나머지 토지 중 6.0%는 정착지(건물 또는 도로)이고, 4.3%는 불모지이다. 2004년 9월 조사에서 총 260ha (전체 면적의 3.6%)가 건물로 덮여 있었는데, 이는 1980년 81ha의 면적보다 78ha 증가한 것이다. 농경지 중 46ha는 과수원과 포도원으로 사용되고, 1,554ha는 들판과 초원이며, 1,665ha는 고산 목초지로 구성되어 있다. 1980년/81ha 이래로 농경지는 172ha 감소했다. 같은 기간 동안 산림 면적은 27ha 증가했다. 강과 호수는 시정촌에서 111ha를 차지한다.
자르넨은 5개 섹션으로 구성된다. 자르넨(인구 5,984명), 슈탈덴(인구 1,072명), 빌렌(인구 1,234명), 케기스빌(인구 1,214명)와 라머슈베르크(인구 294명).

### 기후
자르넨의 연간 강우량은 평균 139.3일이며 평균 강수량은 1,200mm이다. 가장 습한 달은 8월로 자르넨의 평균 강수량은 162mm이다. 해당 월의 평균 강수일은 13.6일이다. 강수량이 가장 많은 달은 6월로 평균 14.6일이지만, 강수량은 147mm에 불과하다. 일년 중 가장 건조한 달은 1월로 13.6일 동안 평균 강수량이 66mm이다.

## 인구통계

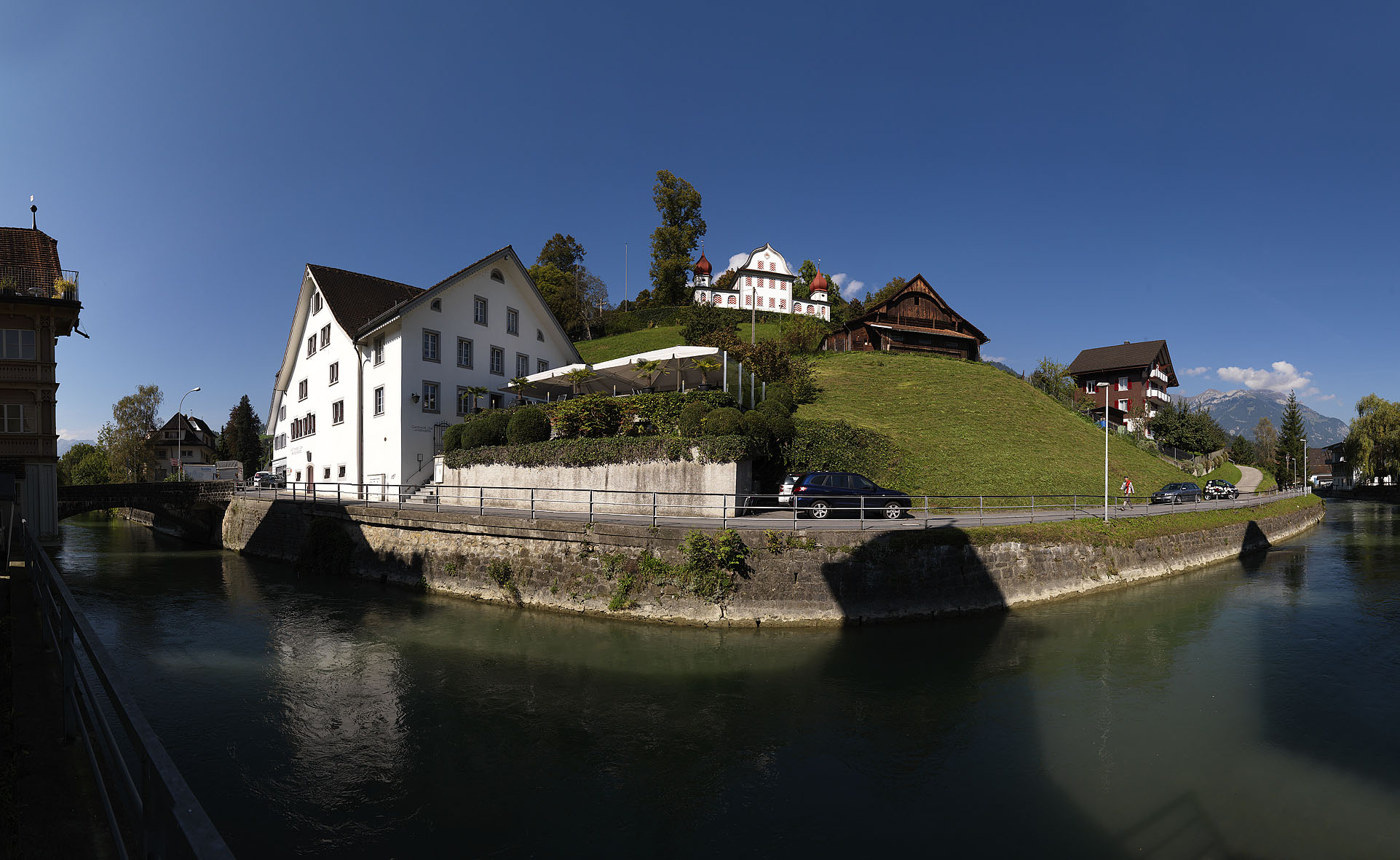
란덴부르크 언덕 주변의 주택들

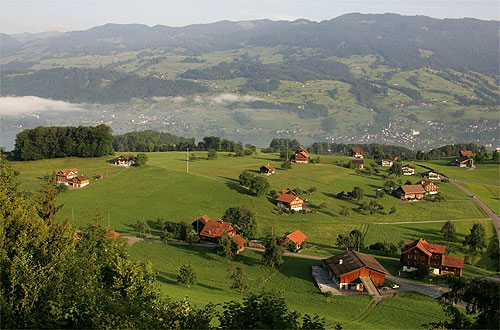
자르넨 위의 플뤼엘리-란프트 마을

자르넨의 인구(2020년 12월 기준 )는 10,514명이다. 2014년 기준으로 인구의 14.5%가 거주 외국인이다. 지난 4년(2010-2014) 동안 인구는 2.62%의 비율로 변경되었다. 2014년 시정촌의 출생률은 9.2명이었고 사망률은 인구 1000명당 6.6명이었다.
2000년 기준 대부분의 인구는 독일어(91.0%)를 사용하며 이탈리아어가 2위(1.6%)이고 알바니아어가 3위(1.6%)이다. 2000년 기준으로 인구의 성별 분포는 남성 49.9%, 여성 50.1%였다.
2014년 기준으로 아동·청소년(0~19세)이 19.2%, 성인(20~64세)이 62.1%, 노인(64세 이상)이 18.7%를 차지한다. 2015년에는 4,418명의 독신 거주자, 4,619명의 기혼 또는 동거인, 519명의 미망인, 673명의 이혼한 거주자가 있었다.
2000년 현재 자르넨에는 3,452세대가 있다. 2014년에 자르넨에는 4,338개의 개인 가구가 있었고, 평균 가구 규모는 2.32명이었다. 2000년 기준 1,957채의 시정촌 주거동 중 단독주택이 약 47.6%, 다가구 주택이 26.7%를 차지하고 있다. 또한 1919년 이전에 건설된 건물의 약 24.4%가 1991년에서 2000년 사이에 14.9%가 건설되었다. 2013년 인구 1000명당 신규 주택 건설 비율은 5.75채이다. 2015년 시정촌 공실률은 0.18%였다.

### 종교
2008년 기준으로, 지자체의 종교 회원은 다음과 같다. 7,403명(74.7%)은 로마 가톨릭 신자이고, 779명(7.9%)은 스위스 개혁 교회에 속해 있다. 나머지 인구 중 크리스천 가톨릭 신자는 39명(전체 인구의 약 0.39%)이다. 다른 교회(인구 조사에 등재되지 않음)에 속하거나 교회가 없는 1,687명의 개인(또는 인구의 약 17.03%)이 있다.
역사적 인구는 다음 표에 나와 있다.
| 년도 | 인구  |
| ---- | ----- |
| 1945 | 5,723 |
| 1955 | 6,336 |
| 1965 | 6,686 |
| 1975 | 7,015 |
| 1985 | 7,956 |
| 1995 | 8,858 |
| 2000 | 9,218 |
| 2005 | 9,472 |
| 2006 | 9,512 |
| 2007 | 9,617 |
| 2008 | 9,798 |

## 국가중요문화재
자르넨에는 국가적으로 중요한 스위스 문화유산 10곳이 있다. 여기에는 3개의 종교 건물이 포함된다. 성 미카엘의 납골당, 성 베드로와 성 바오로 교구 교회, 성 마틴 교회, 2채의 집과 타워, 더블 하우스 앰 그룬트와 그룬트아처 및 헨센투름이 목록에 있다. 목록의 나머지 부분으로는 주 시청사(Cantonal Rathaus), 프라우엔클로스터(Frauenkloster)의 음악 컬렉션, 란덴베르크(Landenberg) 병기고 및 옵발덴 주립 기록보관소가 있다. 자르넨의 전체 작은 도시, 라머즈베르크의 작은 마을 및 키르흐호펜 지역은 스위스 유산 목록에 올라가 있다.

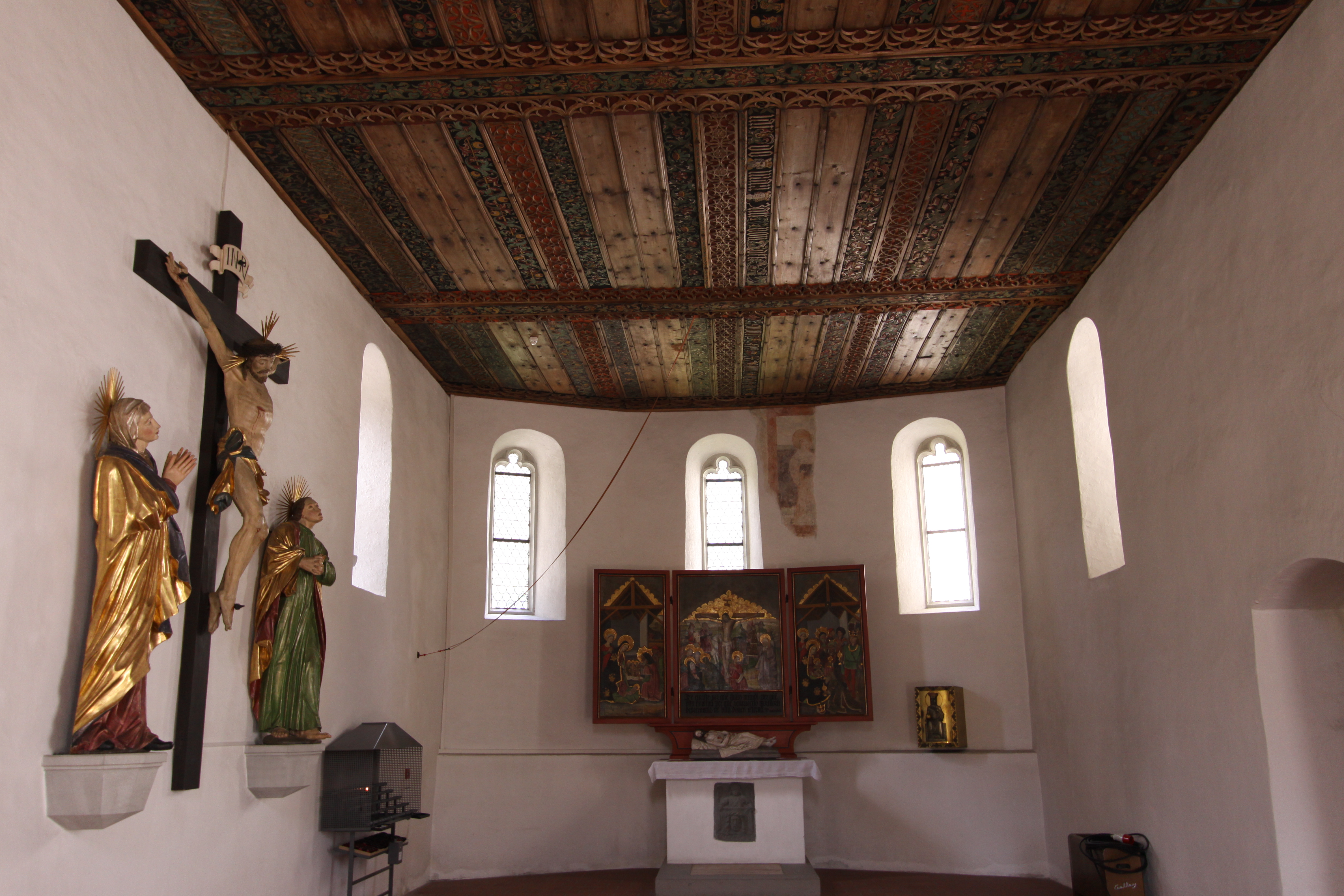
Ossuary of St. Michael
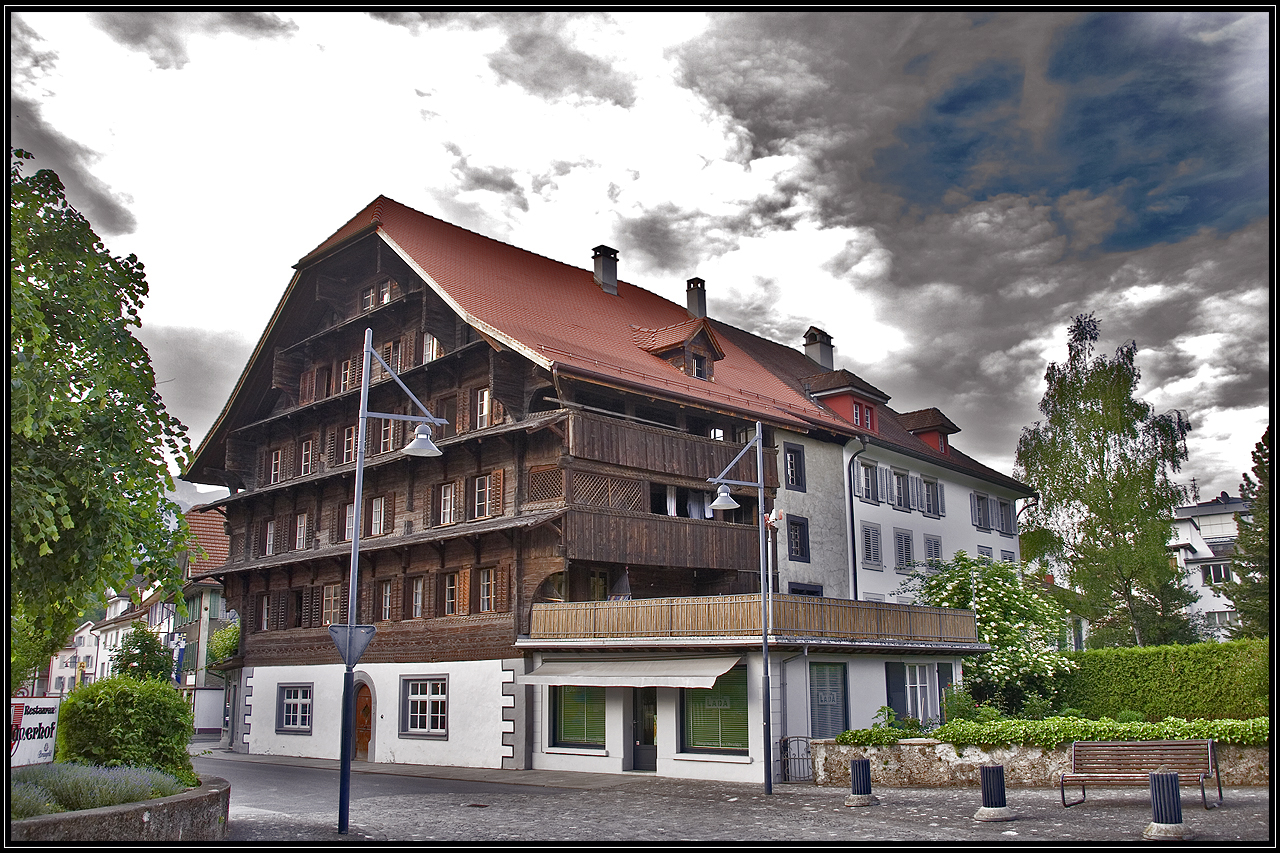
Double house am Grund
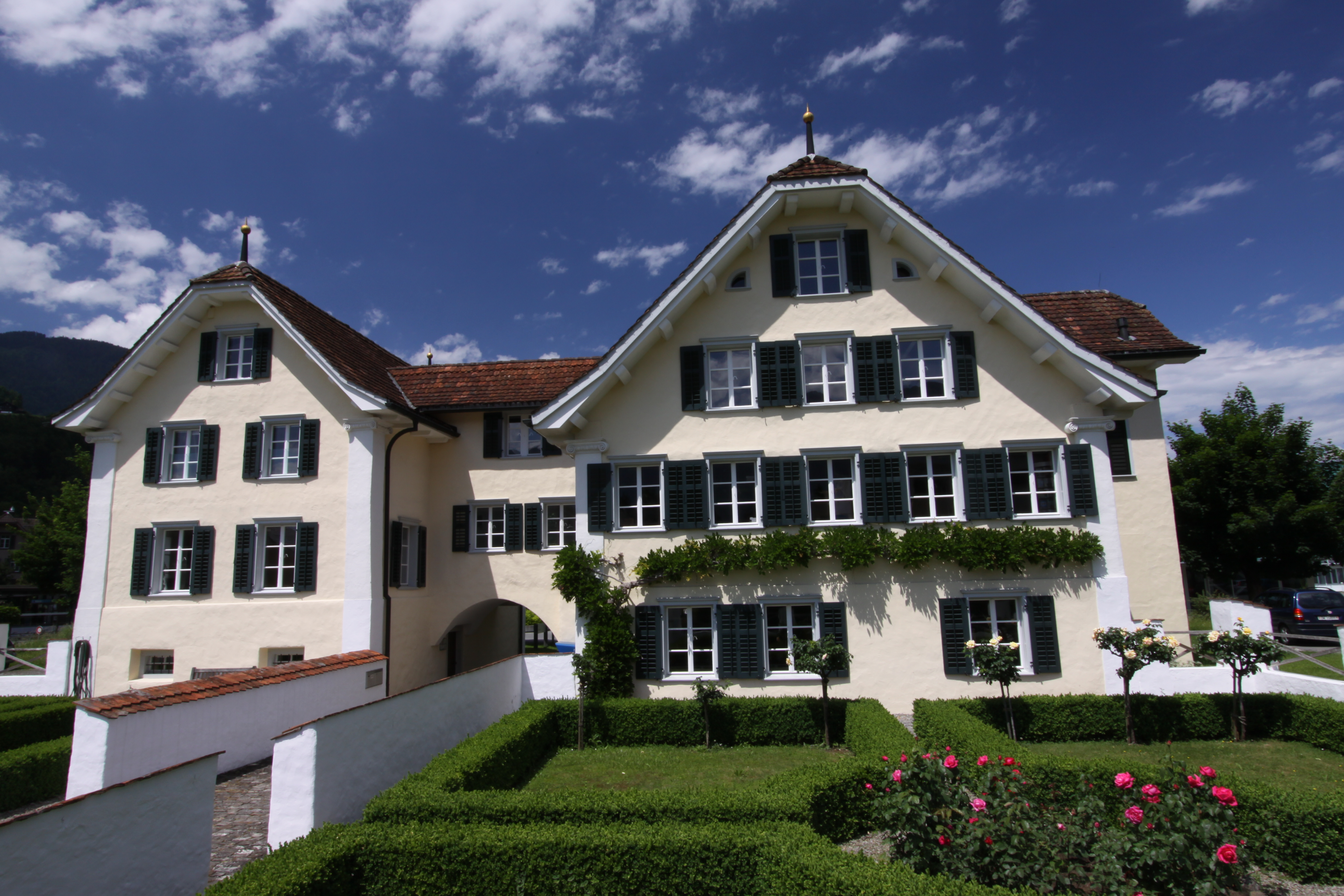
Double house Grundacher
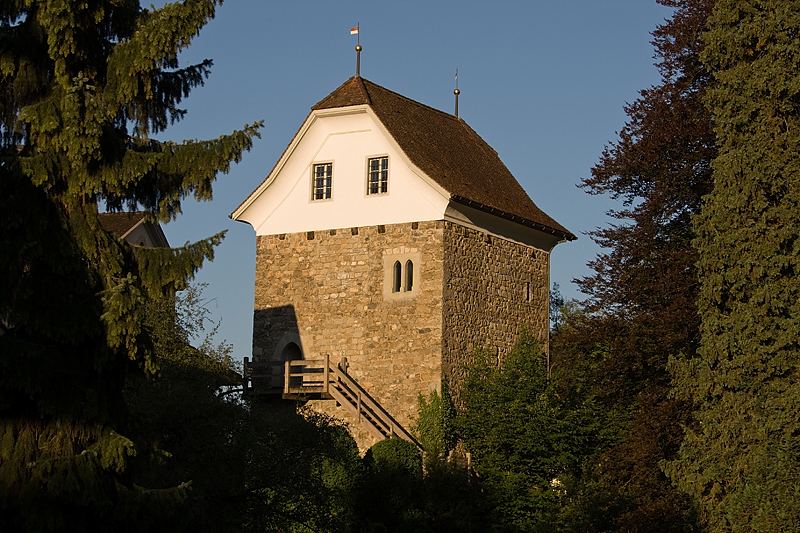
Hexenturm
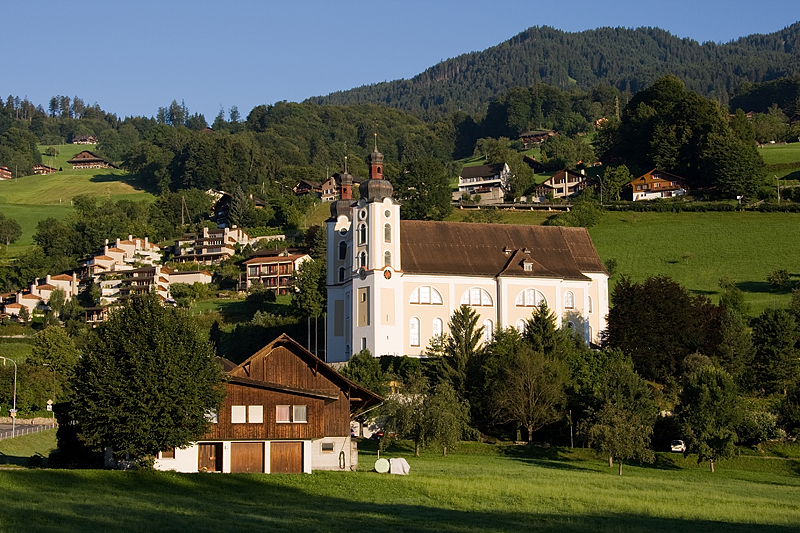
Catholic parish church of St. Peter and Paul
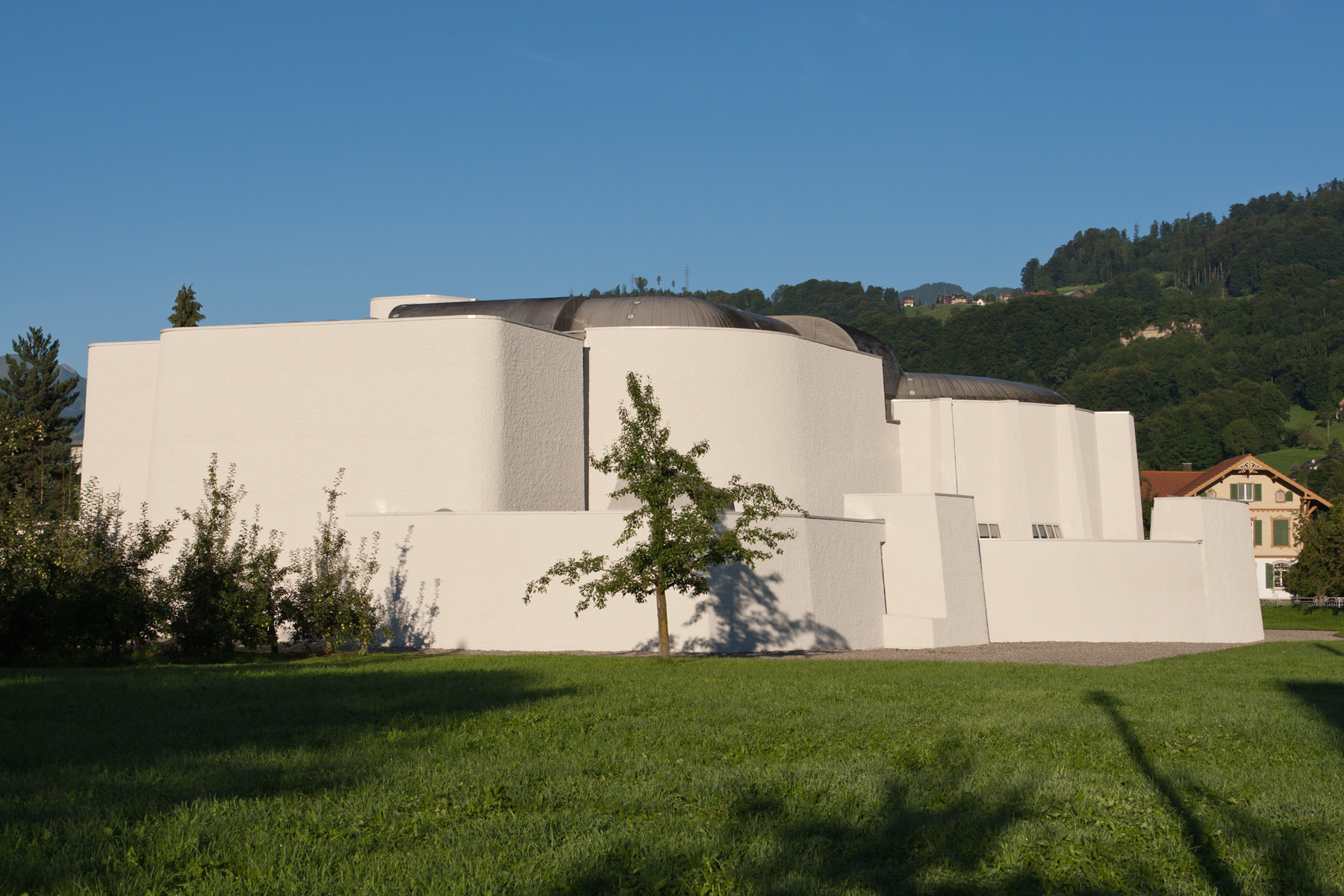
Kollegiumskirche of St. Martin
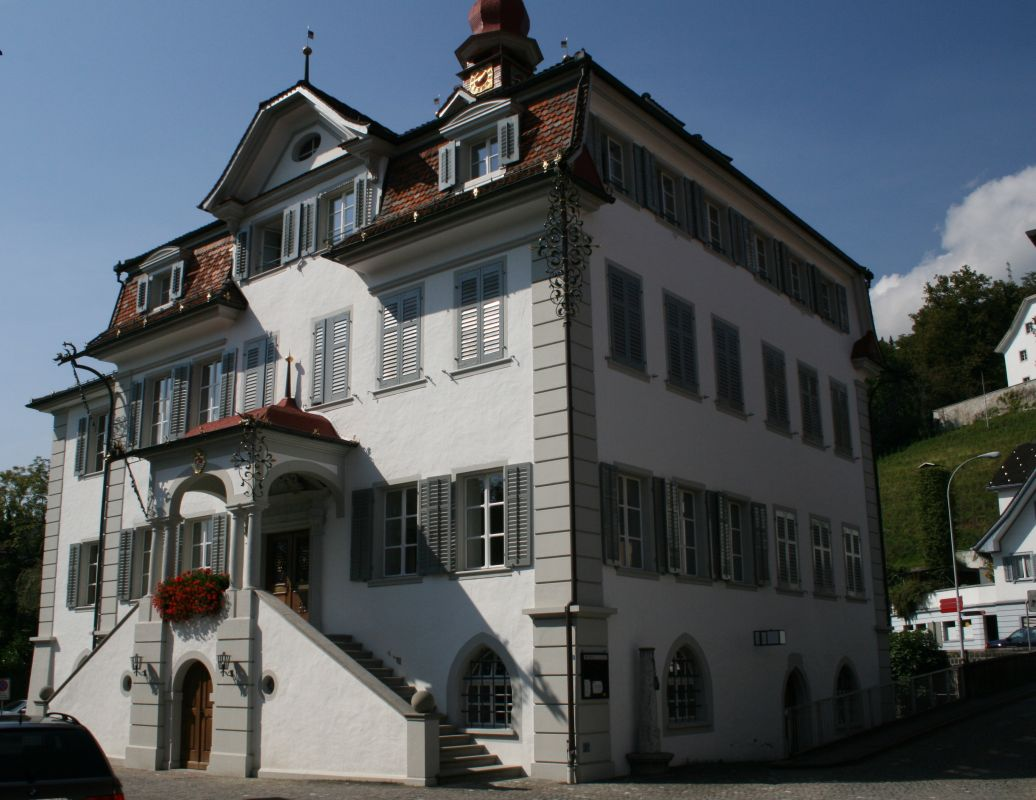
Rathaus of Obwalden
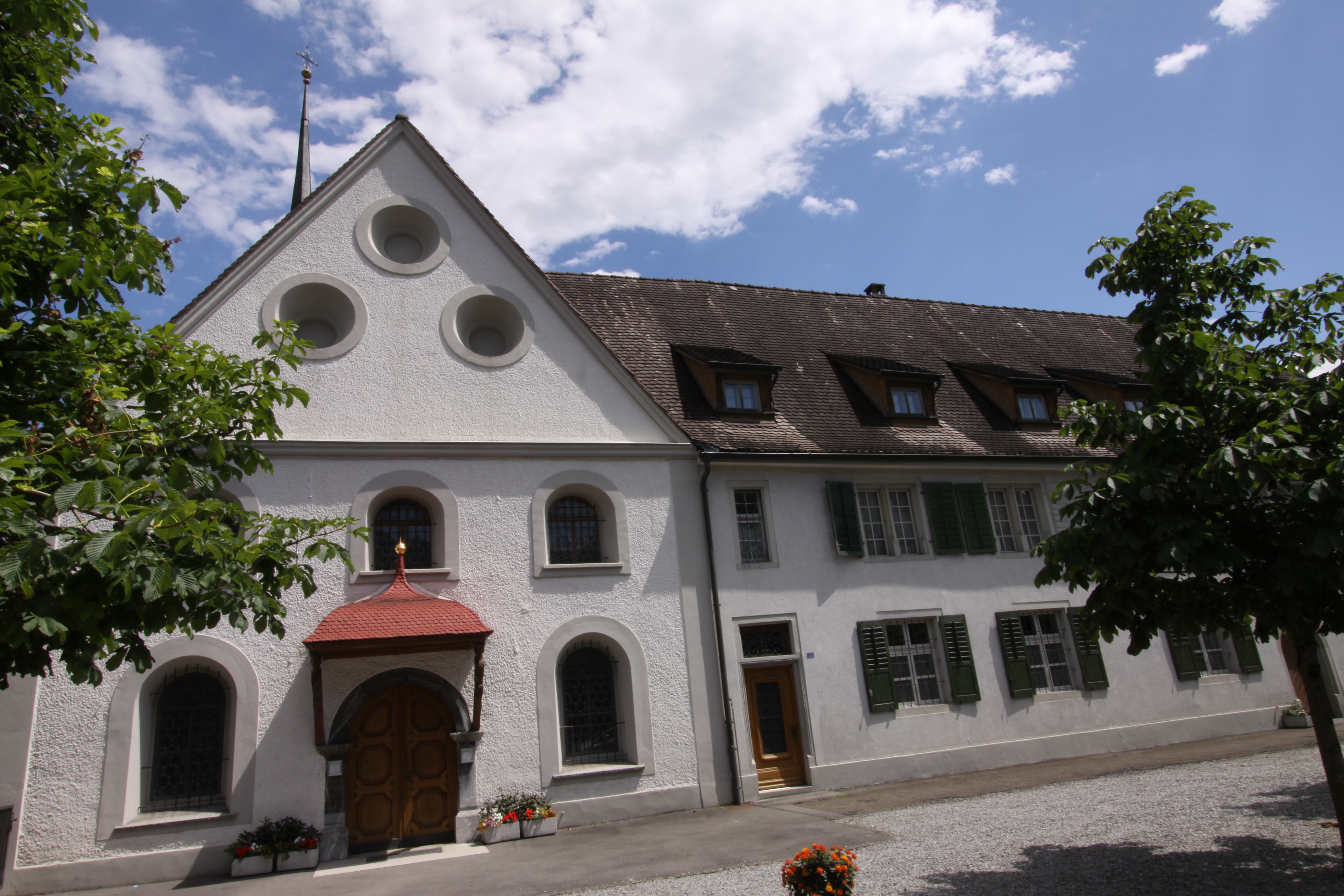
The Frauenkloster
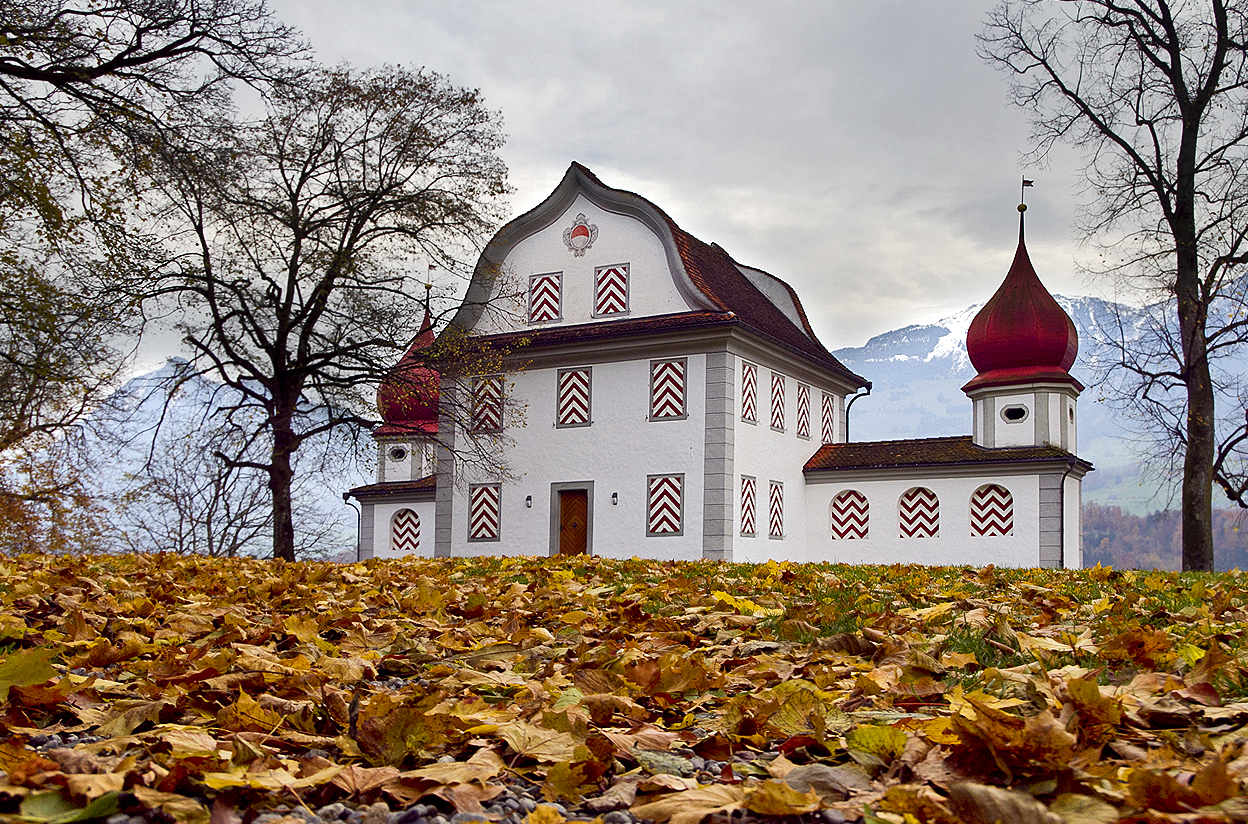
Landenberg Armory
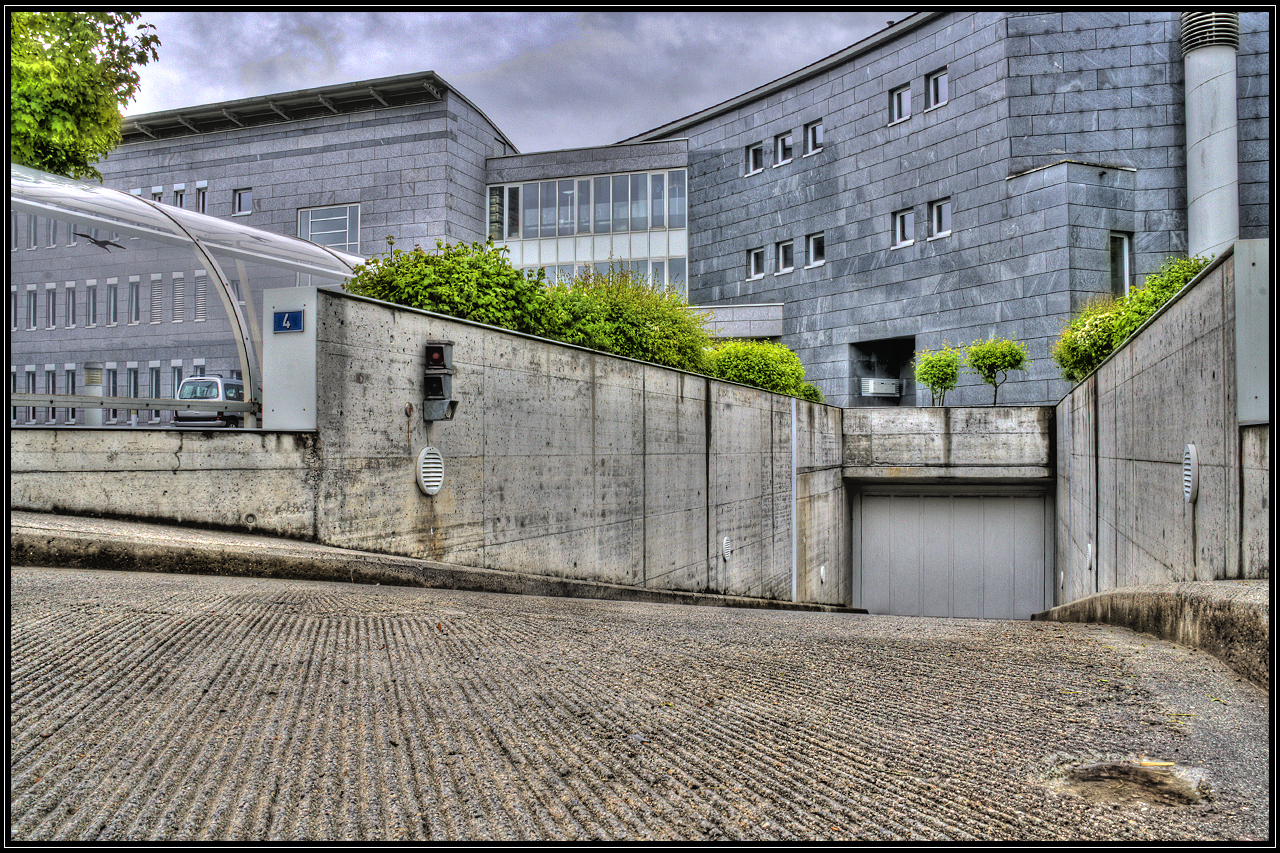
State Archives of Obwalden

## 교통

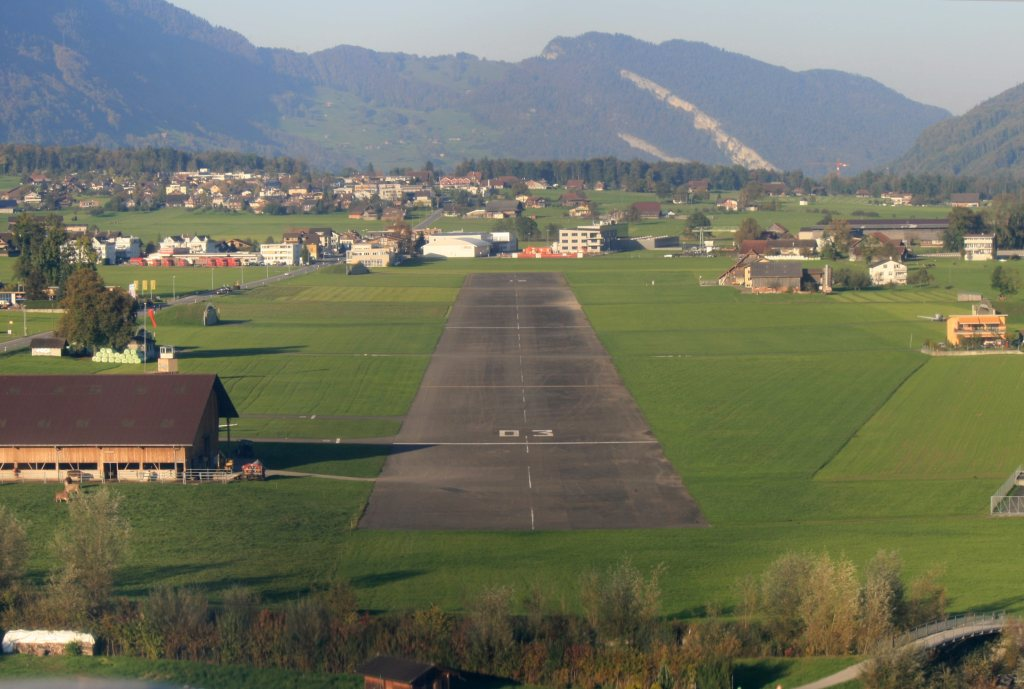
자르넨 근처의 케기스빌 착륙장

### 도로
A8 고속도로가 자르넨을 통과한다.

### 철도
인터라켄에서 루체른까지 가는 지역 간 협궤 철도인 브뤼닉선의 자르넨역에서 기스빌까지 운행된다. 인터라켄과 루체른 사이의 인터레기오 열차가 역에서 정차하며, 기스빌과 루체른 사이의 30분 간격의 루체른 S-반 S5 서비스도 정차한다.

### 항공
스위스에는 제네바, 취리히 및 바젤 세 곳에 주요 국제 공항이 있다. 바젤(125km) 및 취리히(90km) 공항은 제네바 공항(260km)보다 자르넨에 더 가깝다. 두 공항에서 자동차로 여행하는 데 약 1시간에서 1시간 20분이 소요된다.
제네바와 취리히 공항에는 철도역이 내부로 연결되어 있다. 취리히에서 출발하는 여행은 기차 연결에 따라 1시간 30분에서 1시간 55분이 소요된다.